# Compagna Communis
Compagna Communis war der Name der territorialen Organisation des mittelalterlichen Genuas.

## Geschichte
Im Jahr 958 verlieh ein von König Berengar II. ausgestelltes Diplom der Gemeinschaft die volle rechtliche Freiheit und garantierte den Besitz ihres Landes in der Form von Grundherrschaften. Mit dieser Maßnahme begann ein Prozess, der Ende des 11. Jahrhunderts zur Errichtung einer freien Kommune führte. Im Jahr 1097 gründete Bischof Arialdo, der die wichtigsten Machthaber, d. h. die Visconti (kaiserliche Feudalherren) und die acht Compagne Rionali (alte Aufteilung der Stadtteile), zusammenführte, eine Vereinigung aller Bürger, die Compagna Communis.
Die lokale Organisation hatte jahrhundertelang eine politisch-soziale Bedeutung, sodass noch 1382 die Mitglieder des Großen Rates sowohl nach ihrer Gesellschaft als auch nach der politischen Fraktion („edel“ oder „Volk“) eingeteilt wurden.
Genua wurde 1099 von Konsuln regiert, politischen Persönlichkeiten, die mit großer Macht ausgestattet waren und aus den wichtigen Familien gewählt wurden. Hier begann der politische Konflikt mit denjenigen, die von der Wahl ausgeschlossen waren. Es war eine friedliche Zeit, aber die Rivalität zwischen den beiden dominanten Familien zeigte sich in einem Wettkampf der Familien Carmandino und Maneciano. Letztere, die von 1099 bis 1122 an der Macht waren, nahmen die Handelsprivilegien im östlichen Mittelmeerraum in Besitz und zerstörten das Gleichgewicht mit den Carmandino, die von 1123 bis 1149 an der Macht waren. Dies schwächte Genua wirtschaftlich, insbesondere gegenüber Pisa.
Im Jahr 1060 begann Genua offiziell den Kampf mit Pisa, der etwa zwei Jahrhunderte in Anspruch nahm, zusammen mit den verschiedenen Kreuzzügen und der Gründung der Kolonien. Der Anlass war der Besitz von Korsika, später auch von Sardinien.

## Das Konsulat: Geburt der Republik
Die Gründung der Compagna Communis, d. h. der Gemeinde, gilt als Beginn der Republik, die von einer variablen Anzahl von Konsuln regiert wurde, die von einem Parlament gewählt wurden, das sich aus allen männlichen Bürgern zwischen 16 und 70 Jahren zusammensetzte. Im Falle eines Krieges mussten sie ihre eigene Ausrüstung zur Verfügung stellen, mit Ausnahme von Kriegszügen in fernen Ländern wie den Kreuzzügen oder auf offener See. Sie versammelten sich in der Kathedrale von Genua, um die Abstimmungen durchzuführen. Der Gewinner trat sein Amt am 2. Februar an.
Die ehemaligen Konsuln und berühmte Bürger bildeten das Konsilium (d. h. den Senat), das das Vetorecht gegen konsularische Entscheidungen hatte, ähnlich wie im alten Rom (sie benutzten weiße oder schwarze Kieselsteine für die Wahl).
Innerhalb des Konsiliums gab es den Glaubensrat, der aus den silenziari bestand, die über Fragen abstimmten, die geheim zu halten waren, als Geschenk an den Heiligen Stuhl für seine Unterstützung. Auslöser war wahrscheinlich die Übertragung Korsikas von Pisa, die der Papst für das Bistum bereits 1123 an Genua vollzogen hatte und den ersten Krieg gegen Pisa auslöste.
Dabei übte der Erzbischof nur eine repräsentative Funktion aus, wurde aber auf jeden Fall vor jeder vom Rat umgesetzten Strategie informiert.
Nach dem ersten Kreuzzug wurde die politische Ordnung mehrmals geändert: Zuerst wurden die Console dei Placiti von denen der Gemeinde getrennt, ihre Zahl geändert und ihre Amtszeit von 4 Jahren auf nur ein Jahr gesenkt. Die Finanzverwaltung wurde ebenfalls getrennt und den Clavigeri anvertraut, acht Magistraten, die die Schlüssel zur Schatzkammer besaßen. Zu den Aufgaben der Konsuln gehörten das Kommando über die Flotten, die Armee und die Einberufung des Parlaments. Jedoch konnte nur das Konsilium den Aufruf zu den Waffen anordnen.
Die Placiti, genauer die Richter, haben die Justiz nach drei Gesetzgebungselementen ausgeübt: dem Brauch, dem Auftrag und dem Gesetz, d. h. den römisch-byzantinischen Normen des gemeinsamen Lebens (dem Zivilgesetzbuch), spezifische Rechtsargumente (mit Blick auf neue Urteile) sowie Straf- und Sicherheitsfragen.
Erwähnenswert ist unter anderem die Rolle des Cintraco oder des Ausrufer der Gemeinde, der die Bürger vorladen und öffentliche Urteile, einschließlich der Geißelung, vollstrecken und die Bürger zur Wachsamkeit gegen Brände mahnen könnte.